# Biryani

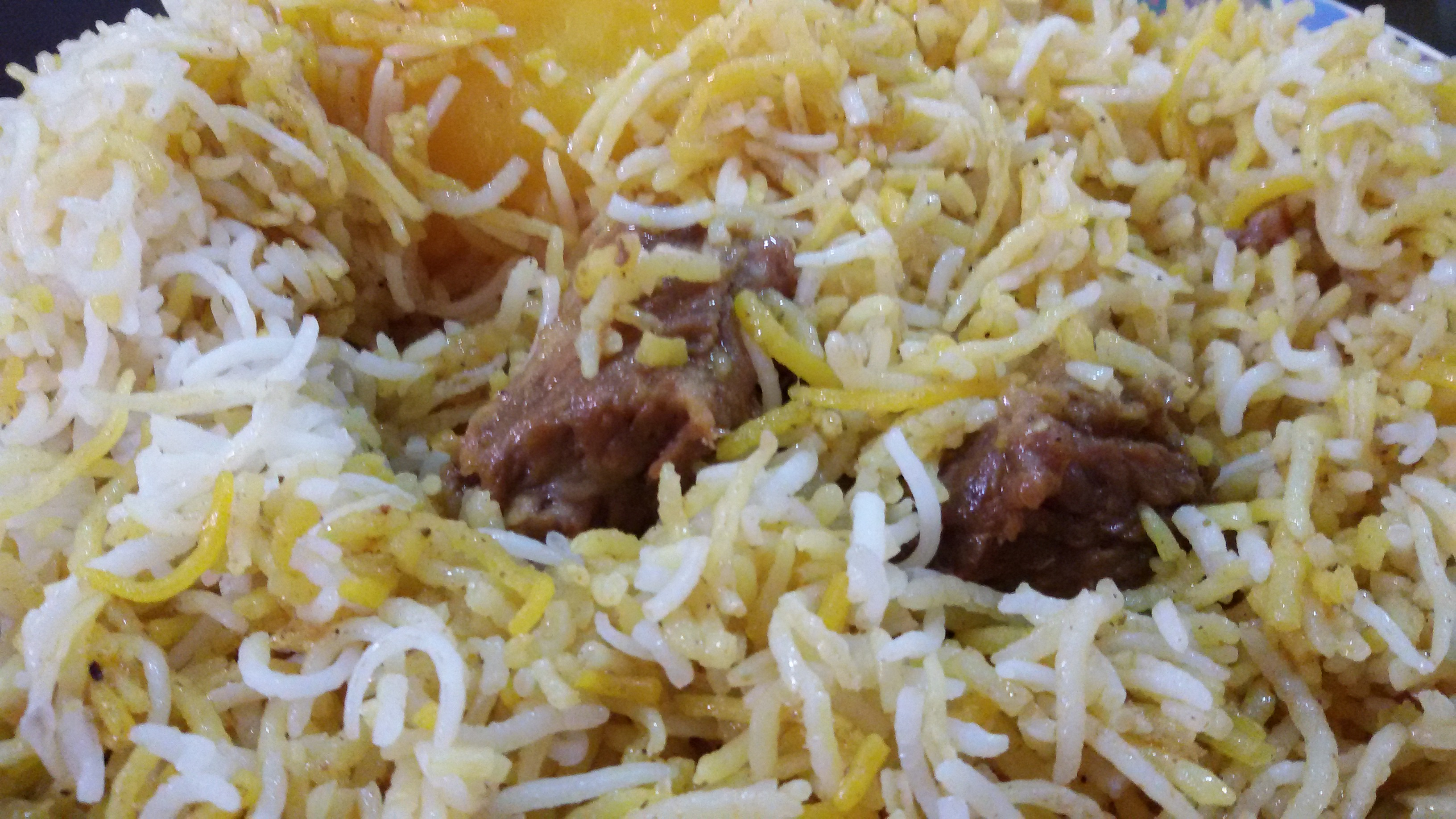
Biryani met rundvlees

Biryani is een rijstgerecht dat is ontstaan binnen de islamitische samenleving van het Pakistaans/Indiaas subcontinent.
Aan de basis van het gerecht staat in ghee gebakken rijst, dat vervolgens met water en kruiden wordt gegaard. 